# فيلقية جوردانية
فيلقية جوردانية (الاسم العلمي:Legionella jordanis) هي نوع من البكتيريا يتبع جنس الفيلقية من الفصيلة الفيالقية.